# おもいでに捧ぐ
「おもいでに捧ぐ」（おもいでにささぐ）は、今井美樹の23枚目のシングル。2004年10月14日発売。発売元は東芝EMI。

## 収録曲
編曲：布袋寅泰
1. おもいでに捧ぐ
作詞　岩里祐穂／作曲:島袋優
2. Don't Be Afraid
作詞・作曲　布袋寅泰
3. おもいでに捧ぐ (Instrumental)
4. Don't Be Afraid (Instrumental)